# Jappeloup (film)
Pour l’article homonyme, voir Jappeloup de Luze.
Pour plus de détails, voir Fiche technique et Distribution.
Jappeloup ou Jappeloup: l'étoffe d'un champion au Québec est un film dramatique français réalisé par Christian Duguay, sorti en 2013.
Il s'agit d'une biographie du cheval baptisé Jappeloup, champion de saut d'obstacles. Il remporta de très nombreux titres dans les années 1980, dont ceux de champion olympique, champion d'Europe et champion de France avec son cavalier Pierre Durand dans cette discipline.

## Synopsis

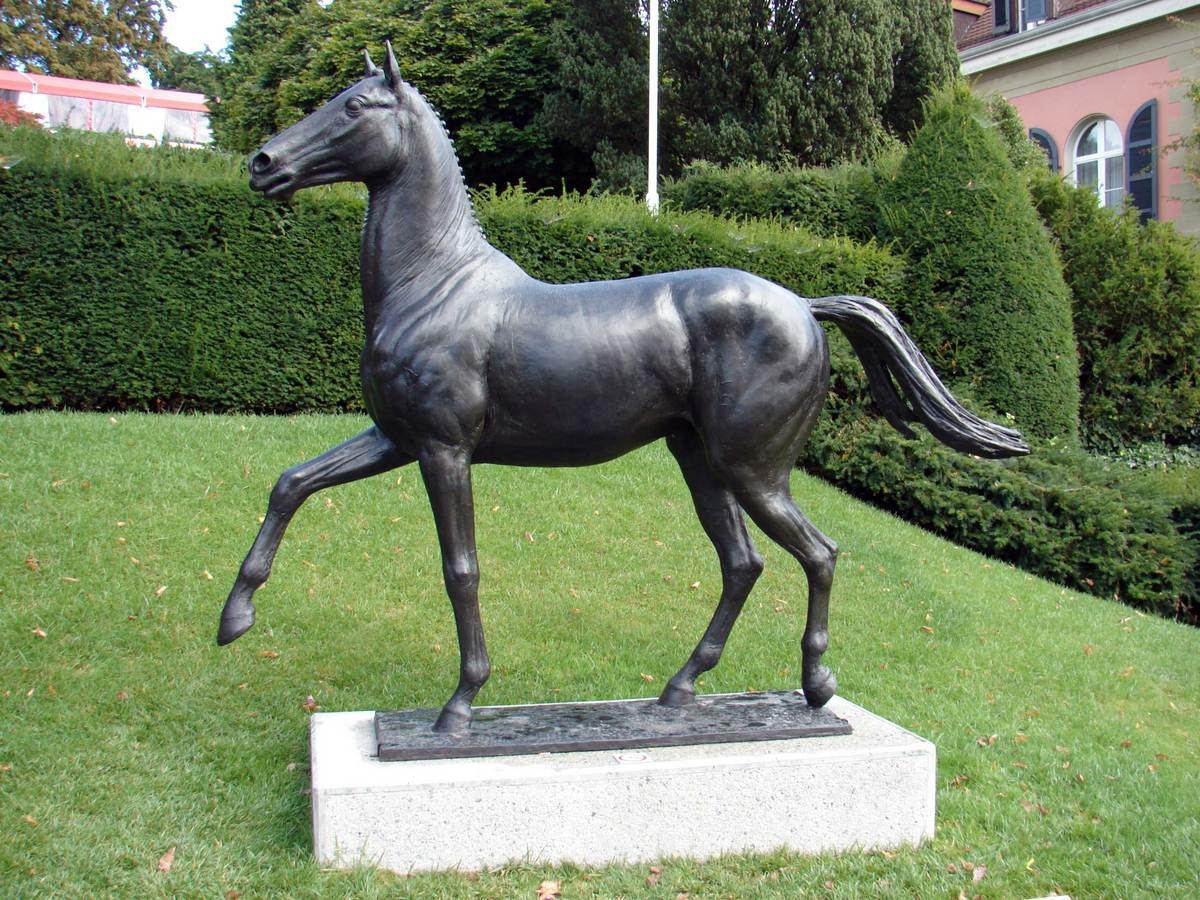
La statue grandeur nature du véritable Jappeloup dans le parc du musée olympique de Lausanne.

En Gironde, à la fin des années 1970, Serge Durand (Daniel Auteuil), crée un centre équestre pour que son fils Pierre, adolescent s'y entraîne, pour participer aux concours régionaux de saut d'obstacles. Serge y assiste toujours. Il achète à un voisin Henry Dalio (Jacques Higelin) un jeune cheval noir, Jappeloup, de petite taille et imprévisible, mais doué d'une détente extraordinaire. Pierre (Guillaume Canet) a obtenu son baccalauréat. Il préfère arrêter les concours hippiques, pour se consacrer à ses études supérieures à Bordeaux et devenir avocat.
Dans les années 1980, Pierre abandonne sa carrière d'avocat et s'applique alors à sa passion. Il prend un énorme risque avec son cheval Jappeloup, auquel personne ne croit en raison de sa taille, de son caractère et de son imprévisibilité. Seul son père le soutient jusqu'à ce que son fils et son cheval gagnent du terrain et parviennent à se faire une place dans l'univers de l'équitation. Après les Jeux olympiques d'été de 1984, au cours desquels ils rencontrent un terrible échec, sa femme Nadia (Marina Hands) et Raphaëlle (Lou de Laâge), la palefrenière du cheval, vont les encourager avant de les accompagner aux Jeux olympiques d'été de 1988.

## Fiche technique
- Titre original : Jappeloup
- Titre québécois : Jappeloup: l'étoffe d'un champion
- Réalisateur : Christian Duguay
- Scénario : Guillaume Canet
- Musique : Clinton Shorter
- Photographie : Ronald Plante
- Montage : Richard Marizy
- Direction artistique : Émile Ghigo
- Costumes : Caroline de Vivaise
- Décors : Gérard Drolon
- Production : Pascal Judelewicz[1]
- Coproductions : Frédérique Dumas et Christian Duguay
- Production exécutive : Nicolas Royer
- Productions associées : Florian Genetet-Morel, Joe Iacono, Lyse Lafontaine, Geneviève Lemal, Walid Chammah et Chica Benadava
- Sociétés de production : Acajou Films[1], coproduit par Pathé, Orange studio, TF1 Films Production, Caneo Films, Scope Pictures, CD Films, avec la participation de Canal+, Ciné+[3]
- Société de distribution : Pathé Distribution
- Budget: 26 600 000 euros[4]
- Pays d'origine :  France
- Langue originale : français
- Format : couleur
- Genre : drame et biopic
- Durée : 130 minutes[1]
- Dates de sortie :
  -  Belgique,  France,  Suisse : 13 mars 2013

## Distribution
- Guillaume Canet : Pierre Durand
- Marina Hands : Nadia Durand, épouse de Pierre
- Daniel Auteuil : Serge Durand, père de Pierre
- Lou de Laâge : Raphaëlle Dalio, la groom de Jappeloup[5]
- Tchéky Karyo : Marcel Rozier, entraîneur de l'équipe de France[5]
- Jacques Higelin : Henry Dalio, premier propriétaire de Jappeloup[5]
- Marie Bunel : Arlette Durand, mère de Pierre[5]
- Joël Dupuch : Francis Lebail
- Frédéric Épaud : Patrick Caron
- Jeffrey Noël : Gilles, le palefrenier des écuries Durand
- Arnaud Henriet : Frédéric Cottier
- Donald Sutherland : l'américain voulant acheter Jappeloup pour son fils[5]
- Luc Bernard : un commentateur sportif[6]
- Jean Rochefort : lui-même
- Sonia Ben Ammar : Raphaëlle enfant

## Production

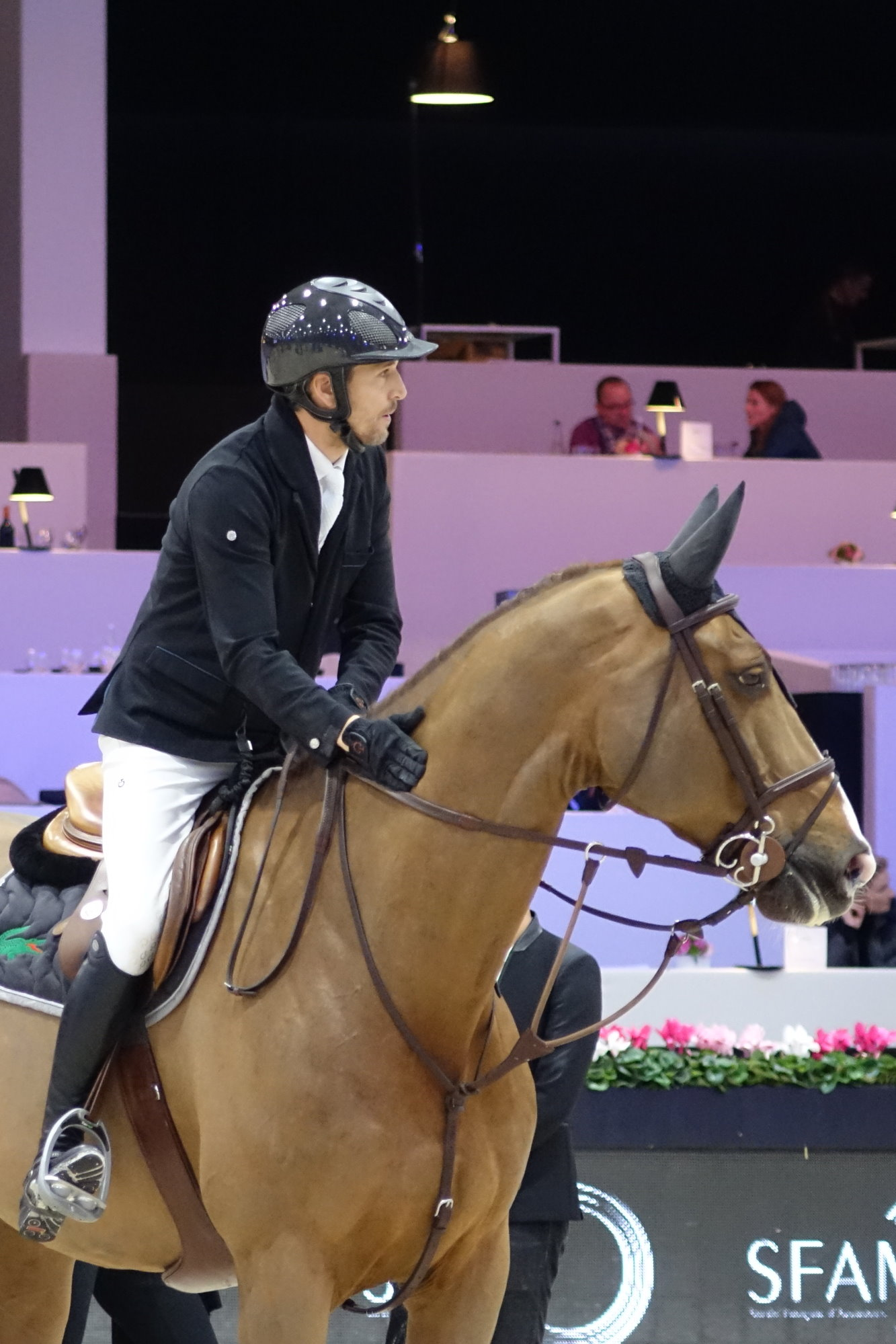
L'acteur et scénariste Guillaume Canet au Salon du cheval de Paris 2017.

### Développement
Le film a originellement été écrit par le scénariste Camille Guichard et Pascal Judelewicz[réf. nécessaire], producteur à Acajou Films. Finaliste du grand prix du meilleur scénariste en 2009, le scénario fut alors réécrit par Guillaume Canet lors de son arrivée sur le projet.

### Audition
Guillaume Canet interprète le cavalier Pierre Durand. Il est conseillé et entraîné par Frédéric Cottier et, pour les sauts les plus techniques, doublé par Rodrigo Pessoa.
Le rôle d'Henry Dalio interprété par Jacques Higelin était initialement prévu pour être attribué à Jean Rochefort. Mais ce dernier n'apparaît dans le film que brièvement, sous forme de caméo en jouant son propre rôle en tant que passionné d’équitation.
Plusieurs chevaux ont été utilisés pour jouer le rôle du célèbre cheval : Baturo pour les gros plans, Océane du Châtel pour les séances d'entraînement, Welcome Sympatico pour les scènes de compétition, Incello pour les barres les plus hautes, Sea Biscuit, Centinero, Bodio, Power et Playboy.[pas clair].

### Tournage
Les scènes du film ont été tournées pendant 14 semaines au Cap Ferret (Gironde), à Bergerac, Pomport, Issigeac en Dordogne et à Fontainebleau ainsi qu'à Séville en Espagne pour le besoin des décors des Jeux olympiques de Séoul et à Palma de Majorque pour le paysage de Los Angeles,.

## Musique
Sauf indication contraire ou complémentaire, les informations mentionnées dans cette section proviennent du générique de fin de l'œuvre audiovisuelle présentée ici.
- Father and Son par Cat Stevens de 1970.
- Love is the Drug (en) par Roxy Music de 1975.
- Faith par George Michael de 1988.
- I'm Not in Love par 10cc de 1975.
- Paris sera toujours Paris par Maurice Chevalier de 1939.
- Dancing in the Moonlight par Thin Lizzy.
- Military drumscore de Philippe Guez.
- Hymne américain.
- La Marseillaise de 1792.
- Hymne olympique de 1896.

## Accueil

### Accueil critique
En France, le site Allociné propose une note moyenne de 3,6⁄5 à partir de l'interprétation de critiques provenant de 19 titres de presse.
Après la sortie en salles, Pierre Durand, même s'il a déclaré avoir aimé le film, a attaqué en justice les producteurs, pour utilisation du nom Jappeloup à des fins commerciales.

### Festival
Jappeloup est sélectionné au Rendez-Vous with French Cinema à New York en 2013.

### Box-office
| Pays                | Box-office        | Date de sortie      | Source |
| Box-office France   | 1 821 968 entrées | 13/03/2013          | ,      |
| Box-office Belgique | 50 807 entrées    | 13/03/2013          | [ 16 ] |
| Box-office Suisse   | 20 253 entrées    | 13/03/2013          | [ 17 ] |
| Box-office Québec   | 12 912 entrées    | 06/09/2013          | [ 18 ] |
| Box-office Total    | 1 897 588 entrées | (au 8 octobre 2013) |        |

## Distinctions

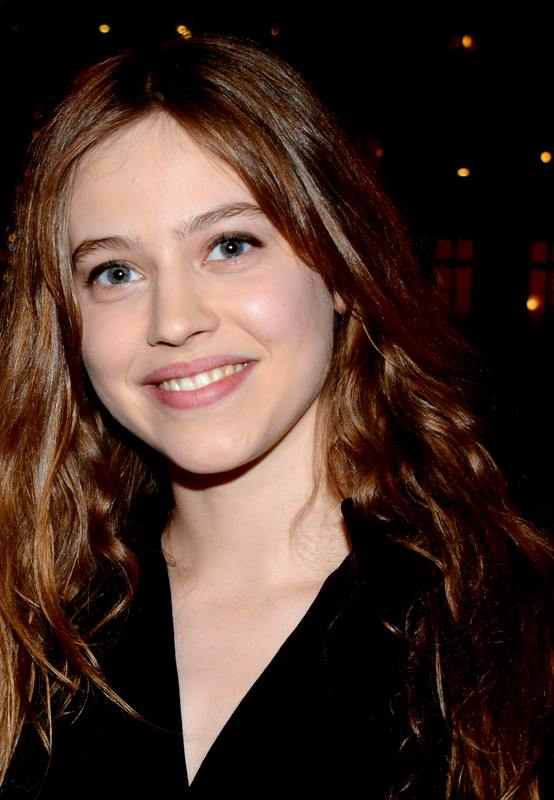
L'actrice Lou de Laâge au dîner des révélations des César 2014, où elle est nommée dans la catégorie meilleur espoir féminin.

### Nominations
- Prix Lumières 2014 : meilleur acteur pour Guillaume Canet
- César 2014 : meilleur espoir féminin pour Lou de Laâge

## Analyse

### Différences entre le film et la réalité
- Le naisseur et premier propriétaire de Jappeloup ne s'appelle pas Henry Dalio, mais Henry Delage. Ce dernier a refusé l'utilisation de son nom car, selon lui, le scénario s'écarte trop de la réalité[19].
- Raphaëlle, la jeune palefrenière de Jappeloup interprétée par Lou de Laâge n'a jamais existé. Ce personnage est un mélange entre deux personnes réelles : Françoise Terrier-Thuault, première cavalière de Jappeloup durant deux ans, et la palefrenière du cheval, Bernadette Robin[20],[21].
- Serge Durand, le père de Pierre, n'est pas mort dans les années 1980 mais en 2012[22].
- Pierre Durand n'était pas avocat mais administrateur judiciaire et il n'a abandonné ce métier qu'en 1988[23].
- Lors de l'épreuve du saut d'obstacle à Séoul, Pierre Durand n'a pas levé les bras lors de son ultime saut d'obstacle[24]. Il n'est en réalité pas passé en dernier lors du concours : il a donc attendu au bord du parcours dans l'espoir que son principal concurrent, Karsten Huck, fasse une faute, ce qui s'est effectivement produit[25],[26].
- Le vrai Jappeloup est né à Saint-Savin en Gironde et non à Saint-Seurin (il existe d'ailleurs quatre communes de ce nom en Gironde). Par contre, il meurt à Saint-Seurin-sur-l'Isle où il est enterré.

### Anachronisme
- De nombreuses publicités pour Equidia sont présentes tout au long du film, or la chaîne n'a été créée qu'en 1999.